# الغرباوي (قرية مصرية)
قرية الغرباوي هي إحدى القرى التابعة لمركز سمالوط بمحافظة المنيا في جمهورية مصر العربية. حسب إحصاءات سنة 2006، بلغ إجمالي السكان في الغرباوي 1948 نسمة، منهم 985 رجلا و963 امرأة.